# Vlado Lisjak
Vlado Lisjak (Petrinja, 29. travnja 1962.) bivši je jugoslavenski i hrvatski hrvač.
Hrvanjem se počeo baviti 1972. godine u rodnoj Petrinji. Bio je član hrvačkog kluba Gavrilović. Višestruki je prvak Jugoslavije u kategoriji do 68 kg (1981., 1982., 1984., 1988.). Na Olimpijskim igrama 1984. u Los Angelesu osvojio je zlatnu medalju u hrvanju grčko rimskim stilom u kategoriji do 68 kg. Nakon završetka aktivnog bavljenja hrvanjem, radi kao trener.